# Enzo Meniconi
Enzo Meniconi (Roma, 1950 – Roma, 9 maggio 2008) è stato un montatore italiano.

## Biografia
Figlio dell'attore Furio Meniconi, esordisce negli anni settanta collaborando con cineasti molto diversi fra loro come Joe D'Amato (Canterbury n° 2 - Nuove storie d'amore del '300), Marco Ferreri (L'ultima donna), Nanni Moretti (Ecce bombo), Umberto Lenzi (Cannibal Ferox), Claudio Caligari (Amore tossico), Florestano Vancini (La baraonda).
Dagli anni ottanta si lega in particolare a Damiano Damiani, per il quale monta, fra le altre cose, la serie TV La piovra, e al russo Nikita Michalkov (Oci ciornie e Sole ingannatore) Ha montato inoltre numerosi episodi della serie TV I ragazzi del muretto e Don Matteo.
È stato candidato due volte al David di Donatello per il miglior montatore per i film Oci ciornie e La baraonda, e due volte al Ciak d'oro per i film  La mia generazione e Oci ciornie. Ha vinto due Golden Eagle Award in Russia per il montaggio dei film Turetskiy gambit e 12.
L'Arcipelago Film Festival, insieme con l'Associazione Montaggio Cinematografico e Televisivo, dal 2010 assegna il Premio Enzo Meniconi - Primavera del montaggio al miglior montatore giovane.

## Filmografia

### Cinema
- Canterbury n° 2 - Nuove storie d'amore del '300, regia di Joe D'Amato (1973)
- Fango bollente, regia di Vittorio Salerno (1975)
- L'ultima donna, regia di Marco Ferreri (1975)
- C'è una spia nel mio letto, regia di Luigi Petrini (1976)
- Ecce bombo, regia di Nanni Moretti (1976)
- Vai col liscio, regia di Giancarlo Nicotra (1976)
- Che notte quella notte!, regia di Ghigo De Chiara (1977)
- Hotel Locarno, regia di Bernard Weber (1978)
- Un uomo in ginocchio, regia di Damiano Damiani (1979)
- La baraonda, regia di Florestano Vancini (1980)
- Cannibal Ferox, regia di Umberto Lenzi (1981)
- Buona come il pane, regia di Riccardo Sesani (1982)
- Cicciabomba, regia di Umberto Lenzi (1982)
- La gorilla, regia di Romolo Guerrieri (1982)
- Amore tossico, regia di Claudio Caligari (1983)
- L'uomo della guerra possibile, regia di Romeo Costantini - conosciuto anche col titolo Una notte di pioggia (1984)
- Pizza Connection, regia di Damiano Damiani (1985)
- L'inchiesta, regia di Damiano Damiani (1986)
- La monaca di Monza, regia di Luciano Odorisio (1987)
- Oci ciornie, regia di Nikita Michalkov (1987)
- Disamistade, regia di Gianfranco Cabiddu (1988)
- Paura e amore, regia di Margarethe von Trotta (1988)
- Il sole buio, regia di Damiano Damiani (1990)
- L'autostop (Autostop), regia di Nikita Michalkov  (1991)
- Segno di fuoco, regia di Nino Bizzarri (1991)
- Sole ingannatore (Utomlyonnye solntsem), regia di Nikita Michalkov (1994)
- L'assassino è quello con le scarpe gialle, regia di Filippo Ottoni (1995)
- Banditi, regia di Stefano Mignucci (1995)
- Colpo di luna, regia di Alberto Simone (1995)
- La mia generazione, regia di Wilma Labate (1996)
- RDF - Rumori di fondo, regia di Claudio Camarca (1996)
- Auguri professore, regia di Riccardo Milani (1997)
- Il figlio di Bakunìn, regia di Gianfranco Cabiddu (1997)
- Il barbiere di Siberia (Sibirskiy tsiryulnik), regia di Nikita Michalkov (1998)
- I Romanov: una famiglia imperiale (Romanovy: Ventsenosnaya semya), regia di Gleb Panfilov (2000)
- Domenica, regia di Wilma Labate (2001)
- Assassini dei giorni di festa (Ángeles de negro), regia di Damiano Damiani (2002)
- Il diario di Matilde Manzoni, regia di Lino Capolicchio (2002)
- Casa Eden, regia di Fabio Bonzi (2004)
- E ridendo l'uccise, regia di Florestano Vancini (2005)
- Statskiy sovetnik, regia di Filipp Yankovskiy (2005)
- Turetskiy gambit, regia di Dzhanik Fayziev (2005)
- Passo a due, regia di Andrea Barzini (2006)
- 12, regia di Nikita Michalkov (2007)
- L'amor cortese, regia di Claudio Camarca (2008)

### Televisione
- Parole e sangue - serie TV (1982)
- Dieci registi italiani, dieci racconti italiani - serie TV (1983)
- La neve nel bicchiere, regia di Florestano Vancini - serie TV (1984)
- La piovra, regia di Damiano Damiani - serie TV (1984)
- La piovra 2, regia di Florestano Vancini - serie TV (1986)
- Médecins des hommes - serie TV (1988)
- Non basta una vita - serie TV (1988)
- Il treno di Lenin, regia di Damiano Damiani - serie TV (1988)
- Il giudice istruttore - serie TV (1990)
- Piazza di Spagna, regia di Florestano Vancini - serie TV (1992)
- Sì, ti voglio bene - serie TV (1994)
- Una bambina di troppo, regia di Damiano Damiani - film TV (1995)
- I ragazzi del muretto - serie TV (1996)
- Il goal del Martin pescatore, regia di Ruggero Miti - film TV (1997)
- Nessuno escluso, regia di Massimo Spano - film TV (1997)
- La fuga degli innocenti, regia di Leone Pompucci - film TV (2004)
- Don Matteo - serie TV (2001-2006)
- Io e mamma, regia di Andrea Barzini - serie TV (2007)